# Jon Kenny
Jonathan Kenny (12. prosince 1957 – 15. listopadu 2024) byl irský komik a herec. Proslavil se účinkováním v komickém duu D'Unbelievables s Patem Shorttem.

## Život
Narodil se 12. prosince 1957 ve městě Hospital. Jeho matka se za svobodna jmenovala Dirraineová. Prarodiče z matčiny strany pocházeli z Inishmoru na Aranských ostrovech.
V sedmdesátých letech začal vystupovat s komediální skupinou v Limericku. Následně se začal věnovat herectví.
Byl vynikajícím zpěvákem a vystupoval se zpěvačkou Sharon Shannonovou. Zahrál si hlavní roli v nezávislém irském celovečerním filmu Insatiable, který režírovala Jessie Kirbyová.
V roce 2007 se vrátil ke komediálním výstupům. Mezi lety 2012 až 2013 moderoval pořad Mag Mell. V roce 2022 si zahrál ve filmu Víly z Inisherinu.
Od roku 1990 byl ženatý s Maggie. Měli spolu dvě děti.
Zemřel 15. listopadu 2024 ve věku 66 let v Galway na selhání srdce a rakovinu plic.